# Josep Baborés i Homs
Josep Baborés i Homs (Vallfogona de Ripollès, 1758 - Gualba, Vallès Oriental, 18 de setembre de 1822) fou un poeta i sacerdot. Destacà com a guerriller durant la Guerra del Francès i més endavant col·laborà amb els reialistes, per la qual cosa fou afusellat pels constitucionalistes.

## Biografia
Nascut a Vallfogona del Ripollès, l'any 1758, estudià al seminari tridentí de Barcelona i fou ordenat sacerdot el 17 de novembre del 1785.
Al cap d'uns anys d'anar d'una parròquia a una altra i per motius de salut, va guanyar les oposicions per a ser rector del poble de Gualba (Vallès Oriental), amb data del 10 de febrer del 1802 i a la qual serví fins a la seva mort a mans de militars constitucionalistes.
Durant vint anys va residir a Gualba, on exercí el seu ministeri pastoral, participant activament en la vida i els problemes dels seus feligresos, en el marc d'una societat rural, relativament aïllada, en que l'explotació del bosc dominava per sobre de l'agricultura.
Gràcies a la seva obra escrita, tant en vers com en prosa, ens ha arribat fins avui dia les vicissituds que sofriren els habitants de Gualba durant aquells anys, amb la visió personal i apassionada del seu rector. En elles també podem trobar la defensa de l'Antic Règim absolutista, davant les idees liberals i modernes de la Revolució Francesa que en aquells moments imposava per la força Napoleó Bonaparte.

## Obres
- “Passió de Nostre Senyor Jesu-Christ”.
- “Catecisme en vers” (1819, reeditat el 1976)
- "La Guerra del Francès a Gualba" (Teià, 2002; Lleida, 2003).